# Неттанкур-Оссонвиль, Жан Шарль де
Жан Шарль де Неттанкур д'Оссонвиль (фр. Jean Charles de Nettancourt d'Haussonville; 7 марта 1726, Нёвиль-сюр-Орнен (Лотарингия) — ум. 7 февраля 1822, Нанси), маркиз де Вобекур — французский генерал, участник войны за Австрийское наследство и Семилетней войны.

## Биография
Второй сын Франсуа Шарля Иасента Анри, маркиза де Неттанкур-Вобекур (1689—1740), камергера Станисласа Лещинского, и Мари Клод де Вассиньяк д'Имекур.
Как виконт де Неттанкур в 14 лет поступил прапорщиком в полк Дофине (30 июня 1740), где его старший брат маркиз Шарль Франсуа был полковником.

### Война за Австрийское наследство
В 1742 служил во Фландрии, в 1743 участвовал в битве при Деттингене и кампании на берегах Рейна; в 1744 при отвоевании Висамбура и линии Лаутера, деле при Аугенуме и осаде Фрайбурга.
Перейдя зимой на Нижний Рейн, он начал там кампанию 1745 года, 22 июня присоединился к Фландрской армии, и участвовал в осадах Дендермонде, Ауденарде и Ата. В 1746 участвовал в осадах Монса и Шарлеруа, и битве при Року. 19 октября стал командиром роты, в ноябре прибыл в Прованс, где принял участие в изгнании вражеских отрядов за реку Вар.
После смерти старшего брата, 10 марта 1747 унаследовал чин полковника и титул маркиза де Вобекура. Командовал полком при атаке укреплений Вильфранша и Монтальбана и завоевании Ниццы и Вентимильи в июне 1747. С 9 июля по 10 сентября служил в лагере в Турну, после чего вернулся в графство Ниццу и участвовал в оказании помощи Вентимилье, под стенами которой состоялось два боя. До окончания войны служил в Италии.
Приказом от 10 февраля 1749 полк Дофине был переформирован, маркиз 20-го был направлен в полк Французских гренадеров, а 15 июля 1755 получил командование собственным полком Вобекура (позднее полк Они). В 1755 и 1756 командовал им в лагере у Валанса.

### Семилетняя война
В 1756 участвовал в битве при Хастенбеке, взятии Миндена, Ганновера и других крепостей курфюршества, в 1757 находился лагере Клостерсеверна и участвовал в марше на Целль. В 1758 принял участие в отступлении из Ганновера и битве при Крефельде.
10 февраля 1759 произведен в бригадиры пехоты и назначен в Германскую армию, отличился в сражениях при Бергене и Миндене, в 1760 был в делах при Корбахе и Варбурге и участвовал в битве при Клостер Кампене.
3 июля 1761 атаковал противника, засевшего в замке и на мельнице Шаффхаузена; несмотря на убийственный огонь орудий, бивших картечью, и стрельбу мушкетеров, взял штурмом вражескую позицию. 15 и 16 июля отличился в деле при Филингхаузене, а 2 сентября при атаке Остероде и вражеских окопов в лесу Гарца, где было взято 450 пленных.
Руководил осадой замка Шварцфельд, который капитулировал 25 сентября; в крепости было взято 14 орудий. По словам современников, в ходе этой войны не меньше, чем строгой дисциплиной, отличился своей гуманностью и мужеством. Был кумиром для своих солдат, благодаря чему смог спасти в 1761 от уничтожения городок Клаусталь, в кантоне Гарц герцогства Брауншвейг, который войска хотели разграбить и сжечь.
Благодарное население выбило в честь своего спасителя серебряную медаль, и специальная делегация вручила маркизу кошель с такими медалями, ставший семейной реликвией.
В 1762 продолжал службу в Германии, 25 июля был произведен в лагерные маршалы. Получил известие о повышении в декабре, после чего оставил полк.
1 марта 1780 произведен в лейтенант-генералы.
В 1790, во время волнений в Нанси, сумел усмирить ярость солдат, угрожавших своим офицерам.
Эмигрировал в 1791, проделал свою последнюю кампанию в армии Конде, и вернулся во Францию после её окончательного расформирования в 1801.

## Награды
- Командор ордена Святого Людовика (21.02.1779)
- Кавалер Большого креста ордена Святого Людовика (23.08.1814)
- Рыцарь орденов короля (30.09.1820)

## Семья
1-я жена (1765): Анн Мари Луиз де Варбуа дю Мец, дочь Анна-Мари де Варбуа дю Меца, лагерного маршала
Сын:
- Александр Сезар де Неттанкур (1765—)

2-я жена (13.11.1775): Катрин Луиз де Ла Вьёвиль де Сен-Шамон